# Marcella Pulido
Marcella Pulido (Anolaima, Cundinamarca) es una periodista colombiana que se ha desempeñado como reportera, directora y periodista de investigación. Ha sido merecedora del Premio Nacional de Periodismo Simón Bolívar en cinco ocasiones.

## Estudios
Marcella Pulido estudió el bachillerato en el colegio María Inmaculada, en Bogotá. Luego, estudió su carrera universitaria en Comunicación Social y Periodismo, en la Universidad Jorge Tadeo Lozano, de la cual se graduó en 1982. En 1983 cursó un postgrado en Opinión Pública en la misma universidad. Posteriormente, hacia 1987, tomó un curso en locución y producción de televisión en el Colegio Superior de Telecomunicaciones. En 2001, participó en un taller de Escritura y Dramaturgia con los libretistas Mauricio Navas y Mauricio Miranda (conocidos como "los Mauricios").

## Vida profesional
Participó en la Cooperativa de Impresores y Papeleros de Bogotá, donde fue jefe de prensa. Después, formó parte del magazín radial Sábado Nuestro de Caracol Radio y del magazín televisivo Es la Moda, de Producciones Punch.
En 1987 se desempeñó en el programa periodístico Testimonio, junto a Ángela Patricia Janiot y a Jairo Pulgarín. Posteriormente, en 1988, fue reportera para el noticiero Cinevisión, junto a Gustavo Castro Caycedo. Dos años después, fue directora de la Unidad Investigativa del periodístico Nosotros Colombia, para luego ascender al cargo de directora general del programa. Por esas fechas, en 1991, la revista Diners la reconoció como  "una de las diez mejores periodistas colombianas para la década de los noventa". 

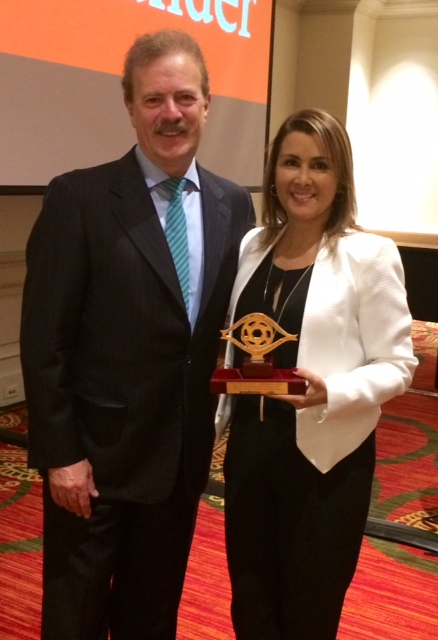
Marcella Pulido recibe el Premio Iris América de manos del presidente de la Academia de las Ciencias y las Artes de Televisión de España, Manuel Campo Vidal.

En 2006 fue la asesora en Medios de Comunicación para el programa "Grupos Juveniles", liderado por Colsubsidio y la Organización Internacional para las Migraciones, en Altos de Cazucá, zona marginal y deprimida de la capital colombiana. Luego, desde junio de 2007 hasta 2009, se desempeñó como reportera del programa Séptimo día de Caracol Televisión, dirigido por el también reconocido periodista Manuel Teodoro. Por esa época, la Revista Elenco reconoció a Marcella como "uno de los 14 personajes más influyentes del entretenimiento del año".
Desde 2009, Marcella trabaja en la Unidad Investigativa de Noticias Caracol como periodista de profundidad, realizando informes especiales que incluyen crónicas y reportajes documentales cortos.

## Honores profesionales

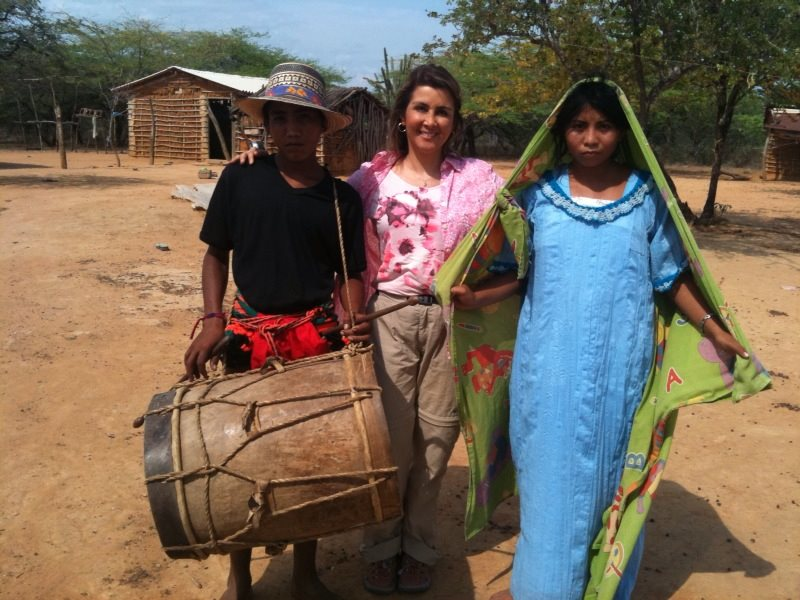
Pulido en La Guajira durante la grabación de la serie de crónicas periodísticas "Niñas Madres Wayúu", en el 2012.

- Mejor Voz, Colegio Superior de Telecomunicaciones, Bogotá, 1987.
- Premio Nacional de Periodismo Simón Bolívar, Periodístico, TV : “Nosotros Colombia”, Mejor Investigación para Televisión, El Sida – (tres emisiones) Bogotá, 1989.
- Premio Nacional de Periodismo Simón Bolívar, Periodístico, TV “Nosotros Colombia”, Mejor Programa Económico para Televisión, La Contrarreforma Económica De los Narcos, Bogotá, 1990.
- Premio India Catalina, Periodístico, TV “Nosotros Colombia”, Cartagena, 1990.
- Premio Nacional de Periodismo Simón Bolívar, Periodístico, TV “Nosotros Colombia”, Mejor Entrevista para Televisión, “El Arte de Ser Torero - César Rincón”, Bogotá, 1991.
- Premio Bicentenario de Periodismo "Construcción de Memoria", Bogotá, 2010; otorgado a la Unidad Investigativa de Noticias Caracol en su conjunto.[3]
- Premio Iris América, otorgado por la Academia de las Ciencias y las Artes de Televisión de España y la Alianza Informativa Latinoamericana, con el patrocinio del Banco Santander, por el Mejor Trabajo de Investigación, "Salvando a los Niños del Bronx", San José, 2014.[4]
- Premio Nacional de Periodismo Simón Bolívar, Mejor Reportaje en Televisión, "Tumaco, la herida que no cierra”, Bogotá, 2017.[5]

- Premio Iris América, otorgado por la Academia de las Ciencias y las Artes de Televisión de España y la Alianza Informativa Latinoamericana, con el patrocinio del Banco Santander, por el Mejor Trabajo de Investigación, "Tumaco, la herida que no cierra", La Paz, 2018.[6]

- Premio Nacional de Periodismo Simón Bolívar, Mejor Crónica en Televisión, "Venezolanos Errantes”, Bogotá, 2019.[7]